# چارلز برلیتز

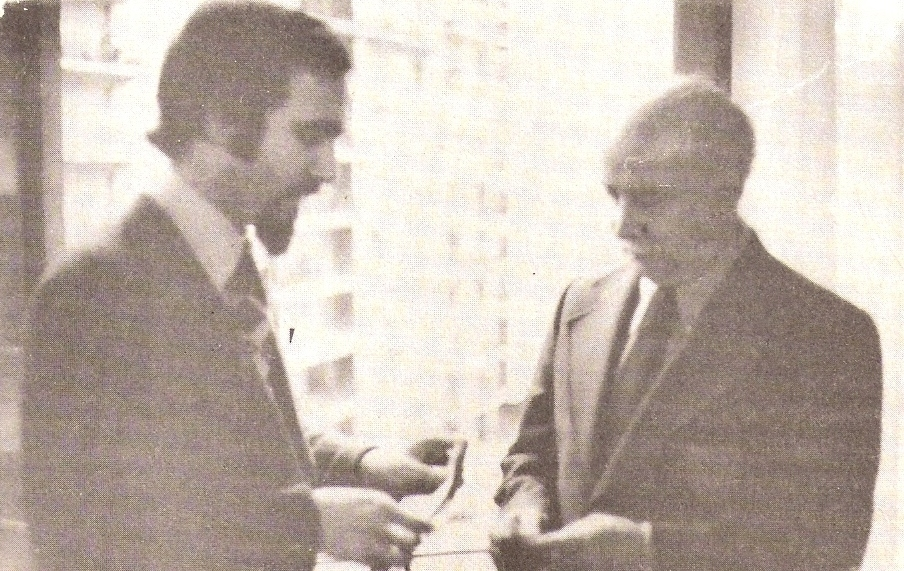

چارلز برلیتز (۲۰ نوامبر ۱۹۱۴–۱۸ دسامبر ۲۰۰۳) دانشمند آمریکایی بود که دربارهٔ علل وقوع حوادث رخ داده در منطقه ای از اقیانوس اطلس به نام مثلث برمودا تحقیق می‌کرد. علت شهرت او به خاطر نوشتن کتاب مثلث برمودا است. او سالهای متمادی دربارهٔ علل وقوع حوادث ناشناخته در دو منطقه عجیب یکی با نام مثلث برمودا واقع در اقیانوس اطلس و منطقه دیگری واقع در اقیانوس آرام با نام مثلث اژدها به تحقیق پرداخت.

## ارجاعات
1. ↑  گت زوون اشناس بمرده